# Viktor Bromer
Viktor Bregner Bromer (* 20. April 1993 in Aarhus) ist ein dänischer Schwimmsportler, spezialisiert auf das Schmetterlingsschwimmen. Er gewann bei den Schwimmeuropameisterschaften 2014 die Goldmedaille über 200 m Delfin und wurde bei den Kurzbahneuropameisterschaften 2012 Zweiter über dieselbe Distanz.

## Erfolge
Bei der EM 2014 in Berlin siegte er in 1:55,29 min vor dem Ungarn Bence Biczó (1:55,62) und dem Polen Paweł Korzeniowski (1:55,74).
Bei der Kurzbahn-EM im französischen Chartres war er in 1:53,38 min nur László Cseh (1:52,11 min) unterlegen und verwies den Holländer Joeri Verlinden (1:53,47 min) auf den dritten Platz.
Bei den Weltmeisterschaften 2015 in Kasan musste er sich über seine Spezialstrecke mit dem fünften Rang in 1:54,66 min zufriedengeben hinter Cseh (1:53,48 min), Chad le Clos (1:53,68 min), Jan Świtkowski (1:54,10 min) und Masato Sakai (1:54,24 min). Er war vor dem Rennen in Panik geraten, weil er in der Umkleidekabine seine Badehose vermisste.